# Хименесы
Дина́стия Химе́нес (баск. Semeno, исп. Jiménez, кат. Ximenes) — баскская по происхождению династия, правившая в королевствах Наварре, Арагоне и Кастилии в IX—XIII веках. Она первой смогла временно объединить христианскую Испанию и выдвинула её на широкую европейскую политическую сцену. Созданная Хименесами политическая структура сохранилась до конца средневековья.

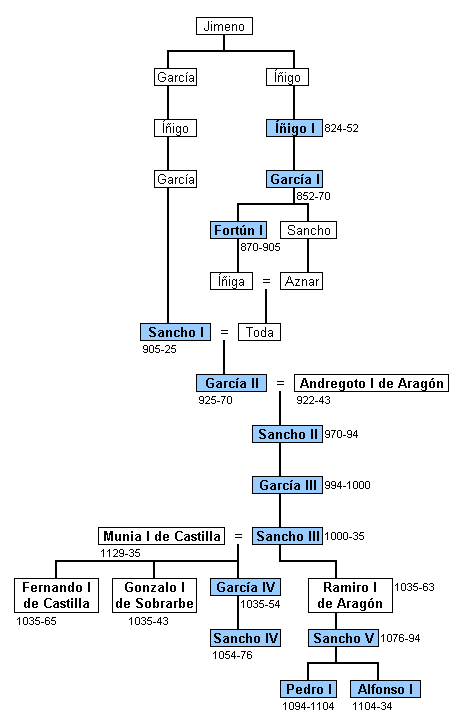
Генеалогическое древо первых Хименесов

## История
Долгое время предполагалось, что Хименесы ведут своё происхождение от Гасконского герцогского дома. Об их родоначальнике, Химено, практически ничего не известно. В средневековых генеалогиях его показывали сыном Сегуина (Семена) I Лупа (ум. после 816), герцога Васконии в 812—816 году, однако документального подтверждения этой версии нет. В настоящее время историки считают, что династии Хименес и Ариста (или Иньигесы), возможно, происходили от одного родоначальника, которым являлся упоминаемый в 781 году граф Памплоны Химено Сильный. Своё название — Хименес — род получил от внука родоначальника, графа Химено Гарсеса, правившего в первой половине IX века в Сангуэсе, называемой «Кодексом Роды» «другой частью королевства».
Первые Хименесы, 9-го века, были герцоги или регенты тех частей Наварры, которые напрямую не управлялись династией Ариста (короли Памплоны, будущей Наварры). Вероятно области на границе Алавы и западных отрогов Пиренеев составляли их домен. В конце концов, Хименесы сами заняли наваррский трон.
Химено I Памплонский (правил в 852—860 годах) был избран королём Памплоны после смерти двоюродного брата Иньиго Аристы. Химено присоединил к Памплоне много новых территорий. Однако наваррский народ был непостоянен в своих пристрастиях, и после смерти Химено вернули королевский титул потомкам Иньиго. Хименесы смогли закрепиться на троне лишь после 905 года Вместе с Иньиго Аристо посылал послов к франкскому двору в 851 году.
Гарсия II, сын предыдущего (погиб в 882), сеньор Алавы, судя по всему, был соправителем Гарсии I Иньигеса. После смерти троюродного брата он формально был провозглашен соправителем Фортуна Гарсеса, томившегося в заключении у мавров и освобожденного лишь в 880 году. Гарсия Хименес храбро защищал страну от арабов и погиб в битве при Айхаре против эмира Кордовы.
Иньиго II Гарсес, сын предыдущего (умер в 905), сеньор Алавы, был провозглашен соправителем Фортуна Гарсеса. Но более никаких сведений о нём до нас не дошло. Неизвестен даже год его смерти.
Истинным основателем в 905 году стал Санчо I Гарсес, основанная им непрерывная линия королей из династии Хименес, правила в Наварре, а с XI века также в Кастилии и Арагоне несколько веков.

Испания после смерти Санчо III Великого

Самым известным представителем династии был Санчо III Великий, правивший с 1000 до 1035 годы в Памплоне (Наварре), и присоединивший Арагон, Кастилию, и Рибагорсу правом и в конечном счете Леон (но не Галисию) завоеванием. Он стал сюзереном графа Барселоны и возможно герцога Гаскони. После его коронации в Леоне, он даже претендовал на титул императора всей Испании. Его обширные владения были разделены между его детьми, и каждое из средневековых королевств Испании было, таким образом, основано монархом из династии Хименесов.
Фердинанд Великий унаследовал Леон и Галисию в 1037 году, включил их полностью в орбиту своего правящего клана. Он достиг своего рода гегемонии над братьями. Свои владения он также разделил между своими детьми. Один из них, Альфонс VI, восстановил имперский титул и даже попытался управлять и Христианской и Мусульманской Испанией.
Альфонсо I Воитель кратковременно воссоединил владения семейства. После приобретения его отцом Наварры и его собственного брака с Урракой, королевой Кастилии и Леона, он требовал титула «император». Однако, неудачи этого брака и последующая смерть Альфонса, окончательно разделили королевства Кастилию, Арагон и Наварру. Каждое, в конечном счете, перешло к другим династиям через наследниц: Уррака (Кастилия и Леон) — Бургундская династия; Петронила, — Барселонская династия; и, наконец, Бланка, сестра Санчо VII Наваррского, чья смерть в 1234 году привела к концу династии Хименесов.

## Династия Хименес в Наварре (905—1234)
- 905—925: Санчо I Гарсес (860—925), король Наварры, сын Гарсии II Хименеса. Его супруга Тода Аснарес была внучкой короля Фортуна Гарсеса.
- 925—931: Химено II Гарсес (?—29 мая 931), король Наварры, брат Санчо I и регент (совместно с вдовствующей королевой Тодой) при своём племяннике, он носил королевский титул.
- 925—970: Гарсия I Санчес (919—970), король Наварры с 925, граф Арагона с 926. Сын Санчо I.
- 970—994: Санчо II Абарка (935/40—декабрь 994), король Наварры с 970, граф Арагона с 970 по праву своей матери. Сын Гарсии I и Андреготе Галиндес Арагонской
- 994—1000: Гарсия II Дрожащий (ок. 964—ок. 1000), король Наварры и граф Арагона с 994.. Сын Санчо II
- 1000—1035: Санчо III Великий (ок. 985—18 октября 1035), король Наварры и граф Арагона с 1000, граф Собрарбе-Рибагорсы с 1018, граф Кастилии с 1029 и завоеватель королевства Леон. Император Испании с 1034. Сын Гарсии II Дрожащего.
- 1035—1054: Гарсия III Санчес (ок. 1020—15 сентября 1054), король Наварры . Сын Санчо III
- 1054—1076: Санчо IV Пеньяленский (ок.1039—ок.1076)), король Наварры. Сын Гарсии III

В личной унии с Арагоном с 1076 по 1134.
- 1076—1094: Санчо V Рамирес (1042/1043—1094), король Наварры с 1076, король Арагона с 1063 г, сын единокровного брата Гарсии III, короля Арагона Рамиро I. Также король Арагона с 1063 г.
- 1094—1104: Педро I (1070—1104), король Наварры и Арагона. Сын Санчо V Рамиреса
- 1104—1134: Альфонсо I Воитель (1073—1134), король Наварры и Арагона с 1104, соправитель королевства Кастилия и Леон с 1109 по 1114 г. Сын Санчо V Рамиреса
- 1134—1150: Гарсия IV Восстановитель, (1105/1110—1150), король Наварры, внук внебрачного сына Гарсии III.
- 1150—1194: Санчо VI Мудрый (1132/1133—1194), король Наварры. Сын Гарсии IV
- 1194—1234: Санчо VII Сильный (1170—1234), король Наварры. Сын Санчо VI Мудрого

С 1234 года королями Наварры стали представители Шампаньской династии.

## Династия Хименес в Кастилии, Леоне и Галисии (1035—1126)
- 1037—1065: Фернандо I Великий (исп. Fernando I de Castilla el Grande) — 1010—1065. Король Кастилии с 1035, король Леона с 1037 года.
- 1065—1072: Санчо II Сильный (исп. Sancho II de Castilla el Fuerte) (1036/1040—1072) Король Кастилии с 1065 года. Король Галисии 1071—1072, король Леона в 1072 году.
- 1065—1071: Гарсия I Галисийский (исп. García I Galicia) (1042—1109) Король Галисии в 1065—1071
- 1072—1109: Альфонсо VI Храбрый (исп. Alfonso VI de Castilla el Bravo) (1040—1109). Король Леона с 1065 года, король Галисии и Кастилии с 1072 года
- 1109—1126: Уррака I (исп. Urraca de León y Castilla) (ум. 1126), дочь предыдущего

Галисия с 1111 под управлением Бургундской династии.

## Династия Хименес вСобрарбеиРибагорсе(1035—1043)
- 1035—1043: Гонсало (ум. 1043). Был сделан графом Собрарбе и Рибагорсе, двух маленьких Пиренейских округов, до 1035 его отцом, Санчо III Наваррским. После смерти отца управлял ими как вассал своего брата Гарсии до своей смерти.

Собрарбе и Рибагоса были присоединены к Арагону в 1043.

## Династия Хименес в Арагоне (1035—1162)
- 1035—1063: Рамиро I (ок. 1008—ум. 1063), король Арагона, сын Санчо III Наваррского
- 1063—1094: Санчо I (1042/1043—1094), король Арагона с 1063, король Наварры с 1076 г. Сын предыдущего
- 1094—1101: Педро I (1070—1104), король Наварры и Арагона, сын предыдущего
- 1104—1134: Альфонсо I Воитель (1073/83—1134), король Наварры и Арагона с 1104, соправитель королевства Кастилия и Леон с 1109 по 1114 г., брат предыдущего
- 1134—1137: Рамиро II Монах (1075/86—1157), епископ Памплоны с 1115, король Арагона с 1134 г. Брат предыдущего
- 1137—1162: Петронила (1135—1174), дочь предыдущего

В 1150 году Петронила вышла замуж за Рамона Беренгера IV, графа Барселоны. Таким образом была образована новая королевская династия — Барселонская.

## Династия Хименес в королевстве Вигера (970—1030)
Королевство Вигера было небольшим королевством со столицей в Наваррском городе Вигера. Оно существовало с 970 до 1005. Создано в соответствии с завещанием Гарсии Санчаса Памплонского для его второго сына, Рамиро Гарсеса, и включавшее область около Ла-Риохи.
- 970—991: Рамиро Гарсес (умер в 991)
- 991—1002: Санчо Рамирес (умер около1002)
- 1002—1005/1030: Гарсиа Рамирес (умер 1005/1030)

Вигера была присоединена к Наварре около 1030 года.

## Генеалогия династии Хименес
Химено Гарсес (ум. 860), правитель Сангуэсы, сокороль Памплоны
- Гарсия II Хименес (ум. 882), правитель Сангуэсы, сокороль Памплоны с 858, регент Памплоны с 870; 1-я жена: Онека Мятежница из Сангуесы; 2-я жена: Дадилдис, сестра Раймона I, графа Палларса и Рибагорсы
  - (от 1-го брака) Иньиго II (ум. после 933) — сокороль Памплоны 882—905; жена: Химена Веласкес, дочь Веласко Фортунеса, принца Памплоны
    - Тода; муж: Гарсия Иньигес, сеньор Ользы
    - Гарсия (ум. 905)
    - Химено (ум. после 905); жена: дочь Луббы ибн Мухаммада из семьи Бану Каси
    - Фортун (ум. после 905); жена: дочь Луббы ибн Мухаммада из семьи Бану Каси
    - Санчо (ум. после 905); жена: дочь Луббы ибн Мухаммада из семьи Бану Каси

  - (от 1-го брака) Санча; 1-й муж: Иньиго Фортунес (ум. после 905), принц Памплоны; 2-й муж: Галиндо II Аснарес (ум.922), граф Арагона
  - (от 2-го брака) Санчо I (ок. 865 — 10 декабря 925), король Памплоны с 905; жена: Тода (ок. 885 — после 970), дочь дочь Аснара Санчеса Памплонского, сеньора де Ларрауна
    - Онека (ум. после июня 931); муж: с 923 Альфонсо IV (ок. 899—933) — король Астурии и Леона
    - Санча (после 900 — 9 июня 952 / 26 декабря 955); 1-й муж: с 923 Ордоньо II (ок. 873 — июнь 924), король Леона и Галисии; 2-й муж: с 924 Альваро Эррамелис (ум. после 11 января 931), граф Алавы; 3-й муж: с 932 Фернан Гонсалес (ок. 910 — июнь 970), граф Кастилии и Бургоса
    - Уррака (ум. 23 июня 956); муж: с 932 Рамиро II (ок. 900 — 1 января 951), король Леона
    - Веласкита; 1-й муж: с 923 Муньо, граф Бискайи; 2-й муж: с 930 Галиндо I Бернардес, граф Палларса и Рибагорсы; 3-й муж: Фортун из Нахеры
    - Гарсия I (III) (ок. 919 — 22 февраля 970), король Памплоны с 925, граф Арагона с 943; 1-я жена: с ок. 933 (разв 943) Андрегота Галиндес (ок. 900—972), дочь Галиндо II Аснареса, графа Арагона и его 2-й жены Санчи Гарсес Памплонской; 2-я жена: с 943 Тереза (ум. после ноября 957), дочь Рамиро II, короля Леона
      - (от 1-го брака) Санчо II Абарка (935/940 — декабрь 994), король Нахеры и Арагона с 970; жена: с ок. 962 Уррака Фернандес (ум. после 1107), дочь Фернана Гонсалеса, графа Кастилии, вдова королей Леона Ордоньо III и Ордоньо IV
        - Гарсия II (IV) Дрожащий (ок. 964—1000/1004), король Нахеры и Арагона с 994; жена: Химена Фернандес (ум. после 1035), дочь Фернана Вермундеса, графа де Сеа
          - Санчо III Великий (ок. 985 — 18 октября 1035), король Нахеры и Арагона с 1000/1004, граф Кастилии с 1029, граф Палларса и Рибагорсы с 1018, король Испанцев с 1034; жена: с до 27 января 1011 Муния Санчес (990/995 — после 13 июля 1066), графиня Кастилии с 1029, дочь Санчо Гарсеса, графа Кастилии
            - Майор (ум. до 1044); муж: Понс (ок. 995/997 — 1060), граф Тулузы
            - Гарсия III (V) (ум. 1 сентября 1054), король Нахеры с 1035; жена: с 1038 Стефания де Фуа (ум. после 1066), дочь Бернара Роже де Фуа, графа Кузерана, Каркассона и Бигорра
              - Санчо IV (1039 — 4 июня 1076), король Нахеры с 1054; жена: с до 1068 Пласенсия (ум. после 14 апреля 1088)
                - Гарсия (ум. в млад.)
                - Гарсия (ум. после 1091), титулярный король Нахеры с 1076
                - (незак., от Химены) Рамон
                - (незак., от Химены) Уррака

              - Уррака; муж: с ок. 1076 Гарсия Ордоньес (ум. 30 мая 1108), граф, сеньор де Нахера-и-Граньон
              - Эрмезинда (ум. после 1 июля 1110); муж: с ок. 1076 Фортун Санчес (ум. после 1 июня 1110), сеньор Ярнос
              - Рамиро (ум. ок. 6 января 1083)
              - Фернандо (ум. ок. 1068); жена: Нуна Иньигес, дочь Иньиго Лопеса, графа и-Соберано-де-Вискайя
              - Рамон эль Фратрисида (ум. после 1079)
              - Химена (ум. после 27 мая 1085)
              - Майор (ум. после 1115); муж: возможно Ги II (ум. 1109), граф де Макон
              - Санча (ум. после 1063/1065)
              - (незак.) Менсия (ум. ок. 1073); муж: с ок. 1035/1040 Фортун Охоя
              - (незак.) Санчо (ок. 1030/1035 — после 29 ноября 1074); жена: с до 7 декабря 1057 Констанса
                - Эстефания (ум. после 19 апреля 1129); муж: с до 11 сентября 1087 дон Фруэла Диас (ум. после 1119)
                - Рамиро (ум. 1116); жена: с после 1098 Эльвира (Кристина) Родригес, дочь Родриго Диаса де Вивар Сида Кампеадора
                  - Гарсия IV (VI) Восстановитель (ок. 1105 — 25 ноября 1150), король Наварры с 1134; 1-я жена: с после 1130 Маргарита де Л’Эгль (ум. 25 мая 1141), дочь Жильбера, сеньора де Л’Эгль; 2-я жена: с 24 июня 1144 Уррака (1132 — 26 октября 1164), незаконная дочь Альфонсо VII, короля Кастилии и Леона, и Контроды Перес
                    - (от 1-го брака) Санчо VI Мудрый (1132 — 27 июня 1194), король Наварры с 1150; жена: с 20 июля 1153 Санча (ок. 1139 — 5 августа 1177), дочь Альфонсо VII, короля Кастилии и Леона, и Беренгелы Барселонской
                      - Беренгела (Беренгария) (1163/1165 — 23 декабря 1230); муж: с 12 мая 1191 Ричард I Львиное Сердце (8 сентября 1157 — 6 апреля 1199), король Англии с 1189
                      - Санчо VII Сильный (после 1170 — 7 апреля 1234), король Наварры с 1194; жена: с ок. 1195 (развод ок. 1200) Констанция (ок. 1180 — после 12 мая 1260), дочь графа Раймунда VI Тулузского
                        - (незак.) Гульермо
                        - (незак.) Родриго
                        - (незак.) Рамиро (ум. 22 февраля 1228)

                      - Констанция (ум. в млад.)
                      - Бланка (после 1177 — 12/14 марта 1229); муж: с 1 июля 1199 Тибо III (13 мая 1179 — 24 мая 1201), граф Шампани и Бри с 1197
                        - Тибо IV Трубадур (30 мая 1201 — 8 июля 1253), граф Шампани и Бри с 1201, король Наварры (Теобальдо I) с 1234, родоначальник Шампанской династии королей Наварры

                      - Фернандо (ум. 16 декабря 1207)

                    - (от 1-го брака) Бланка (ок. 1137 — 12 августа 1156); муж: с 30 января 1151 Санчо III Желанный (1134 — 31 августа 1158), король Кастилии с 1157
                    - (от 1-го брака) Маргарита (ум. 1182), регентша Сицилийского королевства в 1166—1172; муж: с ок. 1150 Вильгельм (Гульельмо) I Злой (1126 — 7 мая 1166), король Сицилии с 1154
                    - (от 2-го брака) Санча (1148—1176); 1-й муж: с ок. 1165 Гастон V (ум. 1170), виконт де Беарн; 2-й муж: с ок. 1173 Педро Манрике де Лара (ум. 1202), 2-й сеньор де Молина и Меса, 13-й виконт де Нарбонн
                    - (незак.) Родриго (ум. после января 1172, на Сицилии именовался Анри де Монтескальозо); жена: с 1167 N, по одной из версий незаконная дочь Рожера II, короля Сицилии (существование этого брака подвергается сомнению)

                  - Альфонсо (ум. до 1164)
                  - Эльвира (ум. после 1163); 1-й муж: с после 1115 Ладрон Велас, сеньор де Алава; 2-й муж: с до 1137 Родриго Гомес (ум. 1146), граф де Монсанедо

            - Гонсало (ум. 26 июня 1045), граф Собрарбе и Рибагорсы с 1035
            - Бернардо (ум. после 17 декабря 1024)
            - Фернандо (Фердинанд) I (1016/1018 — 27 декабря 1065), граф Кастилии с 1032, король Кастилии и Леона с 1037
              - Кастильская ветвь

            - Химена (ум. после 23 декабря 1062); муж: с 23 января 1034 или 17 февраля 1035 Бермудо III (1017/1018 — 4 сентября 1037), король Леона
            - (незак.) Рамиро I (ок. 1008 — 8 мая 1063 года), король Арагона с 1035, граф Собрарбе и Рибагорсы с 1045
              - Арагонская ветвь

          - Уррака; муж: с ок. 1023 Альфонсо V Благородный (996 — 7 августа 1028), король Леона
          - Эльвира
          - Гарсия

        - Рамиро (ум. 992), сеньор де Карденас
        - Гонсало (ум. 997)
        - Фернандо
        - Майор
        - Химена
        - (незак.) Уррака (Абда) Ла Васкона; муж: с 981 Мухаммад ибн Абдалла ибн Абу Амир (Аль-Мансур) (ок. 939—10 августа 1002), хаджиб Кордовского халифата

      - (от 2-го брака) Рамиро (ум. 8 июля 981[1]), король Вигеры с 970
        - Санчо (род. 960/970 — ок. 999/1002), король Вигеры с 981
          - (?) Лопе (ум. ок. 1058/1060), виконт де Лабур
          - (?) Фортун (ум. после 1062), епископ Лабура 1058

        - Гарсия (ум. 1005/1030), король Вигеры с 999/1002
          - Тода (985/1000 — после 1050); муж: Фортун Санчес (ум. 1054), сеньор Нахеры
          - Фронильда (ум. после 1054), монахиня в 1054
          - (?) дочь, монахиня в 1054

        - (?) Тода; муж: Аурелио Гарсес (ум. после 13 апреля 1042)

      - (от 2-го брака) Уррака (ум. до 3 апреля 1009 (?) или 12 июля 1041); 1-й муж: с до 26 декабря 955 Фернан Гонсалес (910—970), граф Кастилии; 2-й муж: с после 14 июня 972 Гильом II (ум. 996), граф Гаскони
      - (от 2-го брака) Химено (ум. после 15 февраля 979)

    - Орбита (род. ок. 926 года)[2]; муж: N, вали Уэски из семьи ал-Тавиль
    - (незак.) Лупа; муж: Дато II, граф де Бигорр

  - (от 2-го брака) Химено II (ум. 29 мая 931), король Памплоны с 925; жена: Санча Аснарес, дочь Аснара Санчеса Памплонского, сеньора де Ларрауна
    - Гарсия
    - Санчо; муж: Квиксила, дочь Гарсии Дато, графа де Бюиль
    - Дадильдис; муж: Муса Аснарес ибн ал-Тавила, вали Уэски
    - (?) Муния (Нуния); муж: с до 911 Фруэла II Прокажённый (ум. 925), король Астурии, Галисии и Леона
    - (незак.) Гарсия
- (?) Вела[3] (умер в 883) — граф Алавы с 870/875, родоначальник семьи Вела
- (?) Онека[3]; муж: Диего Фернандес, галисийский граф

### Кастильская ветвь
Фернандо (Фердинанд) I (1016/1018 — 27 декабря 1065), граф Кастилии с 1032, король Кастилии и Леона с 1037; жена: с 1032 Санча (1013 — 7 ноября 1067), дочь Альфонсо V, короля Леона
- Уррака (ок. 1033/1034 — до 1101), королева Саморы с 1065
- Санчо II (ок. 1036 — 7 октября 1072), король Кастилии с 1065
- Эльвира (ок. 1037/1039 — 1099 или 15 ноября 1101), королева Торо с 1065
- Альфонсо VI Храбрый (ок. 1038/1040 — 1 июля 1109), король Леона с 1065, Кастилии с 1072, Галисии с 1073, император испанцев с 1077; 1-я жена: с 1073/1074 (аннулирован после 22 мая 1077) Агнес (ок. 1059—1077/1093 или после 1099), дочь Гильома VIII, герцога Аквитании, и его второй жены Матильды; 2-я жена: с 8 мая 1081 Констанция (ок. 1046 — ок. 1093), дочь Роберта I, герцога Бургундии, вдова Гуго II графа де Шалон; 3-я жена: с 1093 Берта (ок. 1062—1097/1098), дочь Гильома I Великого, пфальцграфа Бургундии; 4-я жена: с 1000 Изабелла[4] (ум. ок. 1107); 5-я жена: с марта 1106 Заида (Изабелла)[5] (ум. 13 сентября 1107), вдова Абу Насра аль Фатха аль Ма’муна, эмира Кордобы, сына эмира Севильи Аль-Мутамида; 6-я жена: с 1108 Беатрис (ум. 1110), дочь Гильома VIII, герцога Аквитании, и его третьей жены Хильдегарды Бургундской
  - (от 2-го брака) Уррака (1081 — 8 марта 1126), королева Кастилии и Леона с 1109; 1-й муж: с 1092/1093 Раймонд Бургундский (ок.1059—24 мая 1107), граф Амеруа, граф Галисии и Коимбры с 1089; 2-й муж: с октября 1109 (развод в 1114) Альфонсо I Воитель (1083 — 7 сентября 1134), король Арагона и Наварры с 1104
    - (от 1-го брака) Альфонсо VII Император (1105—1157), король Кастилии и Леона с 1126, родоначальник Бургундской династии королей Кастилии и Леона

  - (от 2-го брака) Эльвира (Санча) (ум. в млад.)
  - (от 5-го брака) Санчо (сентябрь 1093 — 29 мая 1108)
  - (от 5-го брака) Санча (ок. 1100/1104 — после 10 мая 1125); муж: 1120/1122 Родриго Гонсалес де Лара (ум. после 1143), сеньор де Лара и Льебана
  - (от 5-го брака) Эльвира (1100/1104 — 8 февраля 1135); муж: с ок. 1107 Рожер II (22 декабря 1095 — 26 февраля 1154), граф Сицилии с 1105, король Сицилии с 1130
  - (незак., от Химены Муньос) Эльвира (ок. 1081/1082 — после 1151); 1-й муж: с 1094 Раймунд IV де Сен-Жиль (ок. 1042 — 22 июня 1105), граф Тулузы с 1094; 2-й муж: с до 8 июля 1117 (развод до 1121) Фернандо Фернандес (ум. после 1124), граф
  - (незак., от Химены Муньос) Тереза (ок. [1083/1085 — 11 ноября 1130), графиня Португалии с 1112; муж: с до 24 августа 1092 Генрих (Энрике) Бургундский (1066—1112), граф Португалии с 1093
    - Португальский королевских дом (Бургундская династия)
- Гарсия (ок. 1042 — 22 марта 1090), король Галисии 1065—1073
  - (незак.) Фернандо  (1073/1090 — ?), возможно является одним лицом с Фернандо де Кастро (ум. 1134), родоначальником рода Кастро